# In the Key of the Universe
In the Key of the Universe ist ein Jazzalbum von Joey DeFrancesco. Die Aufnahmen entstanden 2018 in Tempe, Arizona, und erschienen am 1. März 2019 auf dem Label Mack Avenue Records.

## Hintergrund
DeFrancesco widmet sich auf dem vorliegenden Album dem hypnotischen, tief gefühlvollen metaphysischen Jazz, den Künstler wie Pharoah Sanders, Don Cherry und Rahsaan Roland Kirk nach dem Tod des Pioniers des spirituellen Jazz John Coltrane 1967 weiter erforschten, schrieb Matt Collar. DeFrancesco präsentiert Sanders hier auf drei Titeln; mit dabei sind außerdem mehrere langjährige Musikerkollegen, darunter der Schlagzeuger Billy Hart, der Saxophonist Troy Roberts und der Perkussionist Sammy Figueroa. Das Herzstück des Albums ist eine Interpretation von Sanders’ The Creator Has a Master Plan von dessen klassischem Album Karma aus dem Jahr 1969, an dem auch Schlagzeuger Hart mitwirkte.  Sanders spielt auch auf dem Titeltrack und in And So It Is.
Die Zusammenarbeit zwischen DeFrancesco und Sanders basiert auf einem Zusammentreffen der Musiker, als Sanders mit dem Organisten 2004 bei einem Auftritt in Wien gemeinsam Body and Soul spielte. „Er war unglaublich. Damals habe ich gerade eine Platte mit Jimmy Smith namens Legacy fertiggestellt. Ich dachte, es wäre großartig, Pharoah zu haben, aber die Planung hat es nicht erlaubt.“

## Titelliste

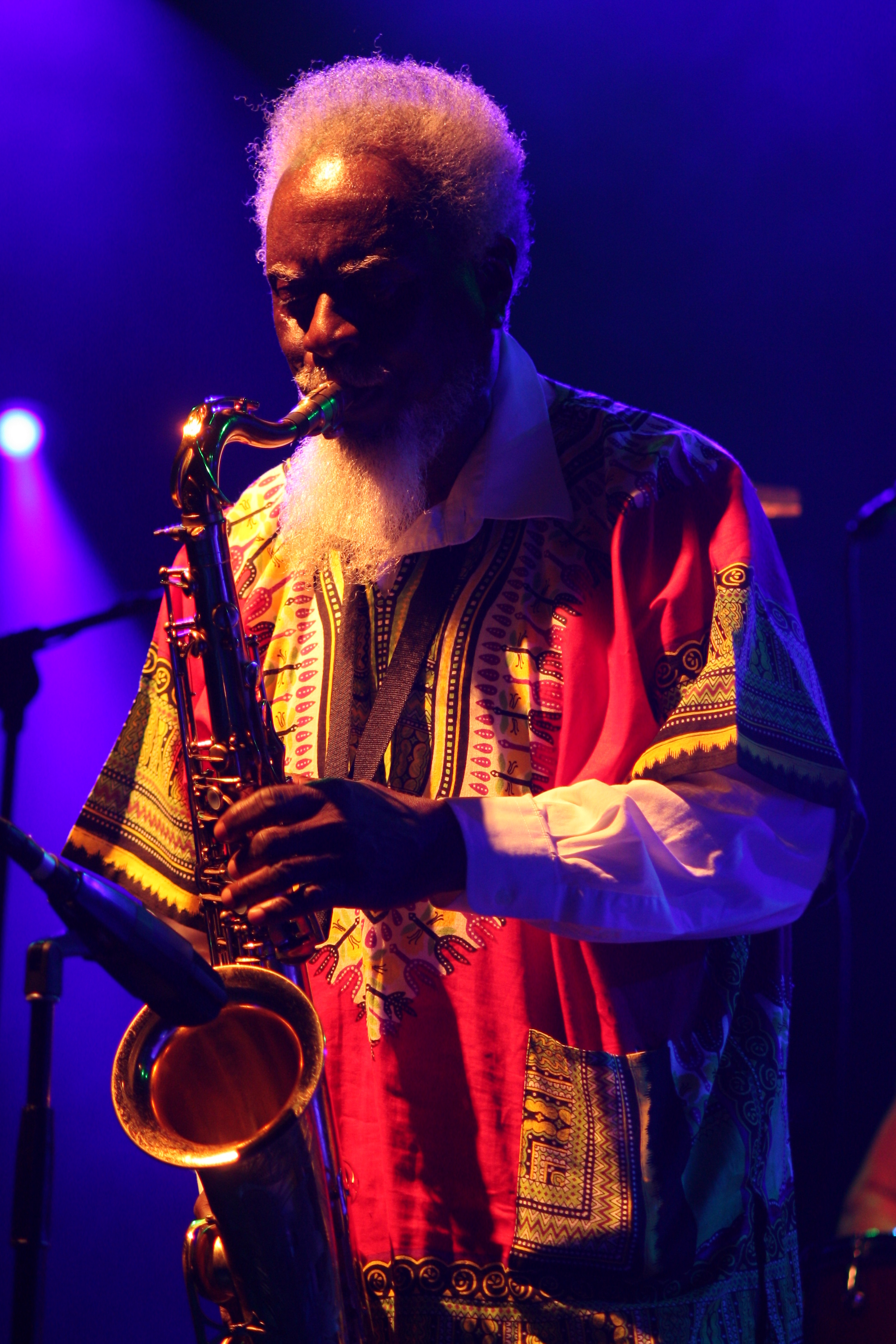
Pharoah Sanders auf dem Deutschen Jazzfestivel 2013

- Joey DeFrancesco: In the Key of the Universe (Mack Avenue MAC1147)[3]
  1. Inner Being (Joey DeFrancesco) 5:18
  2. Vibrations in Blue (Joey DeFrancesco) 6:42
  3. Awake and Blissed (Joey DeFrancesco) 3:01
  4. It Swung Wide Open (Joey DeFrancesco) 3:54
  5. In the Key of the Universe (Joey DeFrancesco) 5:05
  6. The Creator Has a Master Plan (Pharoah Sanders, Leon Thomas) 11:00
  7. And So It Is (Joey DeFrancesco) 7:52
  8. Soul Perspective (Joey DeFrancesco) 5:30
  9. A Path Through the Noise (Joey DeFrancesco) 4:47
  10. Easier to Be (Joey DeFrancesco) 5:15

## Rezeption
Das Album erhielt 2019 eine Grammy-Nominierung in der Kategorie Best Jazz Instrumental Album.
Matt Collar verlieh dem Album in Allmusic 4½ (von fünf) Sterne; seiner Ansicht nach fügt Sanders sein fließendes, emotionales Saxophon zum expansiven, molltönenden Titeltrack und den düsteren Grooves von And So It Is hinzu. In letzterem spielt DeFrancesco auch Trompete, was er mehrere Male auf dem Album macht und an das warme und lyrische Spiel von Miles Davis aus der Mitte der 1960er-Jahre erinnere. Die Tracks ohne Sanders sind nach Ansicht des Autors gleichermaßen überzeugend, in denen DeFrancesco und seine Band sich in Vibrations in Blue mit orientalisch anmutendem Blues beschäftigen, tief in die fließende Bop-Modalität von Awake and Blissed eintauchen und in der funkelnden Soul-Ballade A Path Through the Noise schwelgen.
Nach Ansicht von Ralf Dombrowski, der das Album in Jazz thing rezensierte, inspiriere die erfahrene Gemeinschaft der Musiker das ganze Team zu einer Entspanntheit des musikalischen Ausdrucks, die die spielerischen Qualitäten aller Beteiligten unterstreiche. Sanders klinge dabei versöhnlich und trotzdem profund, Roberts sekundiere eloquent oder lasse einen geschmackvollen Neo-Brecker durchscheinen, Hart trommele lässig überbordend „und der Bandleader lässt sich auf soulswingende Art gehen. Eine Harmonie starker Charaktere.“
Chris Mosey verlieh dem Album in All About Jazz vier (von fünf) Sterne und meinte, dies sei „ein wichtiges, sogar historisches Album. Es markiert - unangekündigt - die Rückkehr einer großen Figur der Free-Jazz-Ära, Pharoah Sanders.“ Joey DeFrancesco habe die Rückkehr von Sanders aus dem Vergessen orchestriert. Ohne sie wäre das Album nur eine weitere Runde von Hammond-Orgelmelodien, die DeFrancescos Diktum „Ich swinge einfach gern“ entsprechen. DeFrancescos eigene Nummern würden mit seinem üblichen Elan ausgeführt; Inner Being und Vibrations in Blue testen die Grenzen der Instrumentierung, so der Autor, Soul Perspective sei sanft und melodisch. Troy Roberts habe gute Arbeit an Tenor- und Sopransaxophonen geleistet.
In Pop Matters schrieb Will Layman, Die Creator-Version hier sei zwar kürzer als das Original von Sanders, aber sie habe immer noch Größe. DeFrancesco versuche nicht, genau das nachzuahmen, „aber er hat den großartigen Billy Hart am Schlagzeug, während Figueroa Textur hinzufügt und sein eigenes Klavier den Raum vollständiger ausfüllt. Das Tempo ist etwas schneller, da Sanders früher eintritt und die Band in einen pulsierenden Groove gerät, der offen gesagt das Original übertrifft. DeFrancescos Orgel wird zu einer wunderschönen Stimme, die sowohl beim Spielen als auch beim Singen des berühmten Liedtextes (The creator has a master plan / Peace and happiness for every man) zu Sanders passt.“ Nach Ansicht Laymans spiele Sanders gemeinsam mit DeFrancescos gedämpfter Trompete auf And So It Is, einem lässigen Thema, das mit einem sanften Latin-Feeling über einer Rhythmusgruppe schwebt, die auch Orgel und Fender Rhodes überlagert. Sanders übernimmt das erste Solo und streift über die Veränderungen hinweg in hervorragendem Ton, wobei sein scharfkantiger Sound ziemlich abgerundet ist. DeFrancesco spielt auf dem Fender Rhodes ein geschäftigeres Solo, wobei die Anschläge des E-Pianos tonal mit Figueroas glockenartigem Handschlag übereinstimmen. Der beste Teil der Melodie kommt jedoch nach der Reproduktion der Melodie. Wieder Sanders Soli, diesmal im impressionistischen Gespräch mit Joeys Hammond B3. Die beiden Stimmen gehören wirklich zusammen.

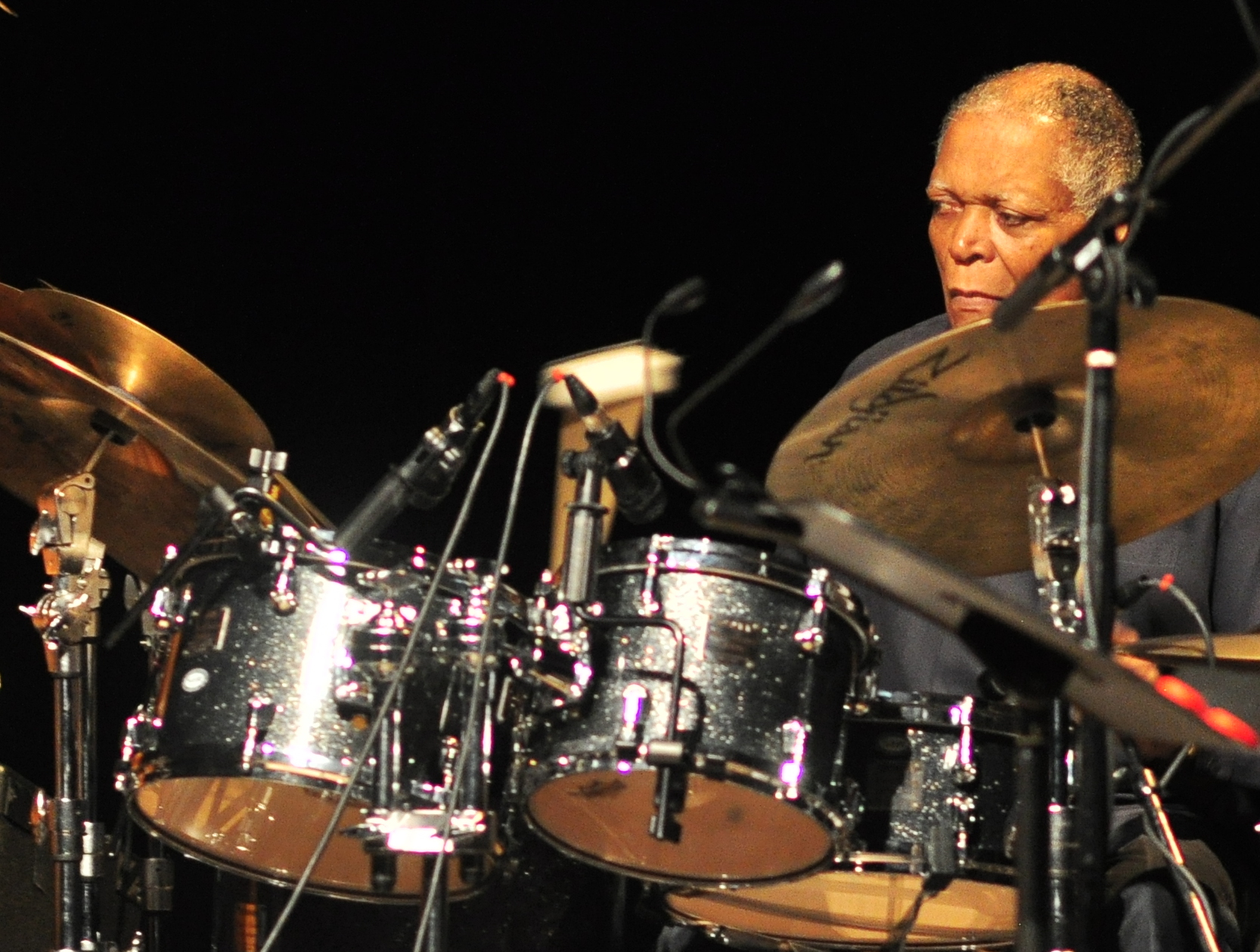
Billy Hart 2017. Foto: Joe Mabel

Layman weist auf das andere Element der Spiritualität hin, das DeFrancesco in diesem Projekt anspricht; es ist die Gemeinschaft, bei der die Musiker zusammenkommen, die seine Musik auf eine höhere Ebene heben können. Layman führt dazu ein Zitat des Organisten an: „Miles Davis ist ein perfektes Beispiel dafür, wie Sie Ihre Kunst voranbringen, indem Sie verschiedene Musiker haben, die richtigen Musiker. So groß Miles auch als Trompeter war, sein großes Geschenk bestand darin, Musiker zusammenzustellen. Die Musiker, die ihn umgaben, beeinflussten ihn. So du bist dir selbst treu - indem du diese verschiedenen Dinge, die du magst, hörst und die Leute hereinbringst.“ DeFrancesco spielte 1988 kurz in Davis’ Band, als er erst 17 Jahre alt war.